# Микроагрессия
Микроагре́ссия — термин, используемый для описания кратких реплик или незначительных действий негативного характера по поводу принадлежности к той или иной социальной группе, в особенности маргинализованной. 

## История термина
Термин микроагрессия впервые был использован профессором психиатрии Гарвардской медицинской школы Честером Пирсом в 1970 году для описания оскорблений, используемых американцами со светлой кожей против американцев африканского происхождения. Термин противопоставлен макроагрессии — экстремальному проявлению расизма (например, линчеванию или избиению).
К началу XXI века термином уже описывали как вербальные, так и поведенческие акты в отношении представителя любой маргинализированной категории людей, в частности ЛГБТ, людей, живущих за чертой бедности, и людей с ограниченными возможностями.

## Характеристики
Американский психолог Деральд Вин Су отделяет микроагрессию от других актов агрессии по нескольким особенностям:
- краткость,
- повторяемость,
- упоминание принадлежности реципиента к той или иной социальной группе,
- использование стереотипов[7].

Человек, совершающий акт микроагрессии, может поступать так из добрых побуждений или не отдавать себе отчёта в том, как воспринимаются его действия или слова реципиентом. Представитель большинства либо другой социальной группы может не замечать акты микроагрессии, направленные против кого-либо в коллективе. Из-за этого реципиенты микроагрессии испытывают ошибки атрибуции и приписывают причину сложившейся конфликтной ситуации себе.
Среди причин микроагрессии чаще всего выделяются деление людей по признаку:
- пола и гендера
- расы и этнического происхождения
- сексуальной ориентации
- психического здоровья
- возраста

Реципиенты описывают, что испытывают злость, фрустрацию и истощение в результате направленной на них микроагрессии. Со временем это приводит к снижению самооценки и веры в себя, что может вызвать психологическую травму и тревожно-депрессивные состояния.
Женщины сталкиваются с микроагрессией, при которой они чувствуют себя неполноценными, сексуально объективированными, как на рабочем месте, так и в академической среде. Трансгендерные люди испытывают микроагрессию при мисгендеринге — когда к ним обращаются не в соответствии с их гендерной идентичностью.

## Критика термина
В настоящее время термин подвергается критике:
- До сих пор не существует крупных научных работ, посвященных только явлению микроагрессии[18].
- Описания микроагрессии основываются на субъективных ощущениях реципиента, заведомо заинтересованного в преувеличении описания полученного оскорбления[19][20].
- За термином микроагрессии может скрываться виктимность[21] и/или нежелание/неспособность личности взаимодействовать в коллективе[22].
- Конфликты между личностями всегда основаны на разнице в социальном статусе конфликтующих сторон, невозможно отделить микроагрессию от любого другого межличностного конфликта. Многие приведённые в литературе про микроагрессию примеры являются весьма явными и крупными попытками оскорбить или унизить, а не незначительными микроактами[18][23][24][25].
- Все исследования нерепрезентативны никакой социальной группе, основываются на единичных воспоминаниях реципиентов и никогда не привлекают воспоминания агрессоров[26].